# کالبدشکافی ماقبل تاریخ
کالبد شکافی ماقبل تاریخ (انگلیسی: Prehistoric Autopsy)، یک مجموعه تلویزیون بریتانیا فیلم مستند محصول ۲۰۱۲ است که در سه قسمت یک ساعته در بی‌بی‌سی دو نمایش داده می‌شود. این سریال دربارهٔ فرشت انسان است و توسط زیست‌شناس جرج مک گاوین و آناتومیست آلیس رابرتز روایت می‌شود. گریم تامسون تهیه‌کننده سریال و جین آلدوس تهیه‌کننده اجرایی هستند.